# Cochemer Modell

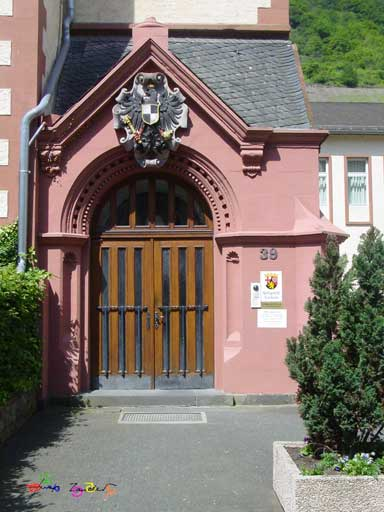
Eingang des Gerichtsgebäudes Cochem

Das Cochemer Modell ist bzw. war die Bezeichnung für eine Arbeitsweise, die im Amtsgericht Cochem 1992 von dem Familienrichter Jürgen Rudolph initiiert wurde. Ziel war, bei Trennungen verheirateter oder unverheirateter Paare mit Kindern eine Konflikteskalation im Zuge von familiengerichtlichen Verfahren um das Sorge- bzw. Umgangsrecht zu verhindern. Das Grundprinzip bestand darin, eine interdisziplinäre Zusammenarbeit der verschiedenen am gerichtlichen Verfahren beteiligten Personen und Institutionen (Richter, Mitarbeiter von Jugendämtern und Familienberatungsstellen sowie Psychologen) zu realisieren. Dabei galt als Postulat, diese Kooperation primär auf die Interessen des Kindes auszurichten. Konkret sollten die Eltern in die Lage versetzt werden, Streit zu vermeiden und trotz des Scheiterns ihrer Paarbeziehung zum Wohl der Kinder weiterhin (oder wieder) miteinander zu sprechen, um ihren Kindern zu ermöglichen, eine gedeihliche Beziehung zu beiden Elternteilen zu unterhalten.
Zunächst nur im Moselort Cochem umgesetzt, erlangte das Modell sehr rasch überregionale Popularität. In der Folge wurden im Laufe weniger Jahre wesentliche Teile des Modells von diversen Familiengerichten andernorts in Deutschland übernommen; die auch als „Cochemer Praxis“ bezeichnete Methodik gewann landesweite Anerkennung. Diese gipfelte darin, dass einige der Kernelemente des Modells Eingang in das neue FamFG fanden, so beispielsweise die frühe Terminierung und etwaige Durchführung einer Mediation oder eines anderen Verfahrens der außergerichtlichen Konfliktbeilegung (§ 155 FamFG) wie überhaupt das Hinwirken auf Einvernehmen, Hinweise auf Möglichkeiten der Beratung und nötigenfalls Anordnung zur Teilnahme an diesbezüglichen Informationsgesprächen oder sogar an einer Beratung als solcher (§ 156 FamFG).
In Cochem selbst wird das Modell nach dem Ausscheiden von Richter Rudolph im Jahre 2008 nicht mehr praktiziert.

## Entstehung der Cochemer Praxis
In den neunziger Jahren veränderten sich die Anforderungen an die Jugendhilfe unter anderem durch das Anwachsen der Scheidungsrate, unbefriedigende Sorgerechts- und Umgangsregelungen und die Verabschiedung des KJHG 1991.
Aufgrund dieser Veränderungen ergaben sich für das Jugendamt Cochem die Notwendigkeit und der Wunsch zu einer besser koordinierten Zusammenarbeit bei Trennungsfamilien. Die bereits bestehende gute Kooperation mit der örtlichen Lebensberatungsstelle erleichterte nach Inkrafttreten des Kinder- und Jugendhilfegesetzes Absprachen zwischen Jugendamt und Erziehungsberatung. Es wurde vereinbart, dass Sorgerechtsvereinbarungen und Stellungnahmen im Scheidungsverfahren ausschließlich Aufgabe des Jugendamtes bleiben. Tiefgreifende Konflikte um die Kinder werden in der Beratungsstelle bearbeitet. Da Familiengericht und Anwälte einen erheblichen Einfluss auf den Verlauf des Trennungsprozesses haben, wurden Rechtsanwälte, Familienrichter und forensische Sachverständige zu einem Erfahrungsaustausch zum Thema „Wohl des Kindes bei Trennung/Scheidung“ eingeladen. Eine weitere Zusammenarbeit wurde beschlossen.
Damit begann 1993 der Cochemer „Arbeitskreis Trennung Scheidung“ seine Arbeit, der die Kompetenzen aus unterschiedlichen Disziplinen in einem gemeinsamen Prozess bündelte und weiterentwickelte.
Basierend auf der Erkenntnis, dass trennungsbedingte Konflikte zwischen Elternteilen durch gerichtliche Entscheidungen nur geregelt, aber zumeist nicht gelöst werden können, begann der Arbeitskreis damit, alle bei Trennung und Scheidung professionell beteiligten Institutionen und Personen gleichwertig miteinander ins Gespräch zu bringen sowie deren Hilfsangebote und Arbeitsweisen bekannt zu machen. Richter, Mitarbeiter von Jugendämtern und Familienberatungsstellen sowie Psychologen waren gefordert, ein stärkeres Bewusstsein für die Problematik der minderjährigen Scheidungskinder zu schaffen. Ziel war, eine Kooperation der verschiedenen Professionen als effektives Instrument der Konfliktlösung zu realisieren.

## Beteiligte Fachleute
- Familienrichter
- Forensische Gutachter
- Sozialarbeiter, Sozialpädagogen des Jugendamts
- Psychologen, Sozialpädagogen oder andere Fachkräfte der Erziehungs- und Familienberatungsstellen oder von Lebensberatungsstellen
- weitere nach Bedarf im Einzelfall

## Arbeitsweise
Die Arbeitsweise zeichnet sich durch den Grundsatz der frühen Intervention aus:
- Rechtsanwälte beschränken sich in verfahrensleitenden Schriftsätzen auf den wesentlichen Sachvortrag, um eine Konfliktverschärfung zu vermeiden; der Schwerpunkt liegt auf mündlichem Vortrag im Anhörungstermin.
- Gericht terminiert innerhalb von 14 Tagen nach Antragseingang.
- Mitarbeiter des Sozialen Dienstes der Jugendämter nehmen Gerichtstermine wahr, nachdem sie zuvor mit der Familie Kontakt aufgenommen haben.
- Wird eine einvernehmliche Regelung nicht getroffen, werden die Eltern zur Beratungsstelle begleitet, die wiederum innerhalb von 14 Tagen Termine an diese vergibt.
- Sachverständige verpflichten sich zu lösungsorientiertem Arbeiten.

Im ersten Kontakt zum Anwalt werden die jeweiligen Elternteile bereits auf Beratungsangebote des Jugendamtes und der Lebensberatungsstelle hingewiesen, um eine Neuregelung der Elternverantwortung eigenverantwortlich und kindzentriert zu gestalten, bzw. die Eltern wenden sich mit zunehmender Tendenz unmittelbar an das Jugendamt oder die Beratungsstelle.
Kommt es zu einem Scheidungsantrag, wird dieser vom Familiengericht an das Jugendamt als Information weitergeleitet und den Eltern wird von dort Beratung angeboten. Es wird auf eine außergerichtliche Vereinbarung zur Wahrnehmung der Elternverantwortung hingearbeitet.
Gelingt eine außergerichtliche Vereinbarung nicht, wird ein gerichtliches Verfahren eingeleitet. Die Anwälte schreiben nur kurze Anträge an das Familiengericht, welches innerhalb von 14 Tagen terminiert und das Jugendamt hiervon informiert. Das Jugendamt nimmt sofort Kontakt zu beiden Eltern auf. Eine schriftliche Stellungnahme gegenüber dem Familiengericht erfolgt nicht, da der Mitarbeiter des Jugendamtes in der mündlichen Anhörung teilnimmt.
Anlässlich des Anhörungstermins vor dem Familiengericht wird in Zusammenarbeit der anwesenden Professionen mit den Eltern eine Lösung gesucht. Führt die Erörterung nicht zu einer konsensfähigen Lösung für das Kind, werden die Eltern vom Familiengericht erneut auf die noch notwendige Beratung verwiesen. Die Anhörung wird dann beendet und die Eltern werden von einem Mitarbeiter des Jugendamtes zur Beratungsstelle begleitet, wo sie je einen ersten Termin erhalten.
Wenn die Beratung zu einer Lösung geführt hat, wird das Ergebnis dem Familiengericht mitgeteilt, damit das Verfahren abgeschlossen werden kann. Sind die Eltern nicht bereit oder in der Lage, mit Hilfe der Beratung einen Konsens zu finden oder wird die Beratung abgebrochen, informiert die Beratungsstelle das Jugendamt. Das Familiengericht beraumt einen neuen Termin zur Anhörung bzw. Erörterung an.
Das Gericht trifft, soweit erforderlich, Entscheidungen zur Regelung der Streitigkeiten, möglichst ohne eine Verhärtung der Fronten zu provozieren und zeitlich befristet, um immer wieder die Eltern selbst in die Verantwortung zu rufen. Wenn in einer zeitnahen, erneuten Anhörung bzw. Erörterung wiederum keine Einigung möglich ist, wird ein Sachverständiger bestellt. Gutachten werden lösungsorientiert mit den Eltern erarbeitet.
Durch die Vernetzung der Professionen wird die Entwicklung des Verfahrens zum Wohl der Kinder eng begleitet, um Gefährdungen des Kindeswohls zu begegnen.

## Anwendung
Mit der Resolution 2079 des Europarats vom 2. Oktober 2015 hat dieser einstimmig beschlossen, dass die Rechtsprechung und Beratung der Mitgliedsländer auf die Etablierung eines Wechselmodells zur Betreuung der Kinder nach einer Trennung ausgerichtet sein sollte. Hier wird das Cochemer Modell explizit empfohlen:

“5. In the light of these considerations, the Assembly calls on the member States to: … 5.9 encourage and, where appropriate, develop mediation within the framework of judicial proceedings in family cases involving children, in particular by instituting a court-ordered mandatory information session, by ensuring that mediators receive appropriate training and by encouraging multidisciplinary co-operation based on the Cochem model”

„5. Angesichts dieser Überlegungen fordert die Versammlung die Mitgliedstaaten auf: … 5.9. Mediation im Rahmen der juristischen Familienverfahren, die Kinder involvieren, zu fördern, insbesondere durch die Einführung einer gerichtlich angeordneten Pflicht der Informationsberatung, um die Eltern aufzuklären, dass die Doppelresidenz (Wechselmodell) eine sinnvolle Option im besten Interesse des Kindes darstellt, und eine solche Lösung zu erarbeiten, die sicherstellt, dass die Mediatoren eine angemessene Schulung erhalten und durch die Förderung der interdisziplinären Zusammenarbeit auf der Grundlage des Cochemer Modells trainiert sind“

## Kritik
Siegfried Willutzki, der frühere Präsident des Deutschen Familiengerichtstages, kritisierte den Anspruch des Cochemer Arbeitskreises, sein Modell sei quasi ein Allheilmittel. Weiter äußerte er, die Subjektstellung des Kindes im familiengerichtlichen Verfahren – die Beachtung von Wunsch und Wille des Kindes – sei im Cochemer Modell weitgehend verloren gegangen, wenn das Kind nicht mehr angehört oder ihm kein Verfahrensbeistand nach § 158 FamFG zugebilligt werde – wenn also ohne Beteiligung des Kindes nur auf die Eltern eingewirkt werde, um eine einvernehmliche Lösung zu finden. Weiter sagte Willutzki, nach der Vorschrift des § 156 solle das Gericht in jeder Lage des Verfahrens auf eine einvernehmliche Lösung hinwirken, allerdings mit der Einschränkung, „wenn dies dem Kindeswohl nicht widerspricht“. Willutzki interpretierte dies so, dass hiermit den Bedenken der Kritiker des Cochemer Modells, dem der Gesetzgeber in diesem Bereich ja ansonsten weitestgehend gefolgt ist, Rechnung getragen wurde. Auch die Schöpfer des neuen FamFG hätten erkannt, dass Konsensbestreben an Grenzen stoßen könne, was dann eine gerichtliche Regelung zwingend erforderlich macht.
Auch laut Brigitte Lohse-Busch, Fachpsychologin für Rechtspsychologie, betrifft die Kritik aus Fachkreisen den Anspruch auf Allgemeingültigkeit und den einer Erfolgsgarantie. Letztlich könne eine Kooperation der Eltern und ihre Mitwirkung bei einer einvernehmlichen Lösung nicht erzwungen werden. Besonders schwache, wenig durchsetzungsfähige Personen seien möglicherweise in diesem Modell nicht gut aufgehoben, weil es für sie schwer sei, abweichende Gedanken gegen einen hohen allgemeinen Erwartungsdruck zu formulieren. Generell ergäben sich Zweifel, ob das stark schematisierte Vorgehen jedem individuellen Fall tatsächlich gerecht werden könne.
Der Kölner Fachkreis Familie sagt, man dürfe sich auch die Frage stellen, ob ein Modell, dass mit einem Regelberatungssystem über lange Zeit jede streitige Entscheidung verweigert, in jedem Fall dem Rechtsgewährungsanspruch der Beteiligten gerecht werden könne. Bei einfach gelagerten Fällen von grundsätzlich konsenswilligen Eltern möge das Cochemer Modell funktionieren. In einer Vielzahl von Fällen bestünde bei den beteiligten Eltern aber keine Bereitschaft oder möglicherweise auch keine Fähigkeit zur Mitwirkung an einem konsensualen Verfahren.
Zur Mitwirkung der Anwaltschaft im Modell äußert der Arbeitskreis, trotz der Rollendefinition des Anwalts als unabhängiges Organ der Rechtspflege dürfe nicht übersehen werden, dass er auch im familiengerichtlichen Verfahren in erster Linie Interessenvertreter der eigenen Partei sei. Es verstehe sich von selbst, dass der in solchen Verfahren erfahrene Anwalt in der Regel auch die eigene Partei in Richtung auf eine Konsenslösung hin berate. Es sei und bleibe allerdings das gute Recht jedes Elternteils, sich gegen eine Konsenslösung zu entscheiden. Selbstverständlich sei es in diesen Fällen Aufgabe des Anwalts, diesen Standpunkt der Partei auch im familiengerichtlichen Verfahren deutlich zu vertreten und die eigene Partei vor einer falschen Bevormundung und unerwünschten Pädagogisierung zu schützen. Diese Rollendefinition des Anwalts auch im Sorge- und Umgangsrechtsverfahren finde im Leitbild des Cochemer Modells nur unzureichend Niederschlag.
Interessant sei, dass es die hochzerstrittenen Fälle seien, in denen es beim Vorgehen nach dem Cochemer Modell ebenso wenig gelinge wie anderswo, kurzfristig oder überhaupt eine einvernehmliche Lösung zu finden.
Kerima Kostka vermisste eine Evaluation des Modells oder das Bemühen, zu empirischen Erkenntnissen zu gelangen. Die „Erfolge“, insbesondere in Bezug auf die Nachhaltigkeit der Einigung, würden allein von den beteiligten Professionen behauptet. Zu der im Cochemer Modell und nun auch im FamFG favorisierten gemeinsamen Sorge merkt Kostka an, die bisherige Forschung zeige nicht, dass die Form des Sorgerechts verhaltenssteuernde Wirkung habe. Studien hätten ergeben, dass kein Zusammenhang zwischen der Form des Sorgerechts und dem Konfliktpotential bzw. der elterliche Kooperation oder dem Ausmaß der Feindseligkeit festgestellt werden könne. Es gebe keine Hinweise auf eine erhöhte Kommunikation bezüglich die Kinder betreffender Entscheidungen. Wenn in Cochem nahezu 100 % der Eltern das gemeinsame Sorgerecht hätten, erlaube dies keine Rückschlüsse darauf, wie es den Kindern dabei gehe. Kostka bestreitet die Grundannahme des „Cochemer Modells“, wonach das Kindeswohl automatisch gesichert sei, wenn die Eltern das gemeinsame Sorgerecht haben.
Ein wesentliches Element des „Cochemer Modells“ ist die Mediation. Letztere sei jedoch aufgrund von empirischen Erkenntnisse aus den USA und Großbritannien kritisch zu sehen. So könne der Wunsch nach „Einigung“ der Parteien dazu führen, dass der Mediator unangemessenen Druck ausübt, dies insbesondere in Richtung einer Akzeptanz des gemeinsamen Sorgerechts bzw. bestimmter Umgangsregelungen. Auch nehme die Zufriedenheit mit den Ergebnissen der Mediation im Lauf der Jahre erheblich ab, zudem hätten etwa die Hälfte aller Befragten die Sitzungen als spannungsgeladen und unerfreulich empfunden, sie seien meist wütend gewesen und hätten sich in die Defensive gedrängt gefühlt.
Weiter zeigten die meisten Studien nur geringe und vor allem lediglich kurzfristige Verbesserungen der Kooperation und Kommunikation zwischen den Eltern. Schon zwei Jahre nach dem Scheidungsurteil seien alle Unterschiede der Paare mit Mediation gegenüber solchen, die ein herkömmliches Verfahren durchlaufen haben, verschwunden gewesen, und nach vier bis fünf Jahren habe es auch wieder genauso viele Rechtsstreitigkeiten gegeben. Eine Mediation reduziere nicht die generelle Wut auf den Partner.
Häufig würden Eltern gedrängt, auch gegen ihren Willen einer Einigung zuzustimmen, allerdings hielten viele dieser „Einigungen“ nicht lange und die Unzufriedenheit mit den getroffenen Regelungen sei groß. Auch in puncto Nutzen für die Kinder hätten die Studien generell keine konsistenten Unterschiede zwischen Mediation und traditionellen gerichtlichen Verfahren ergeben. Zeichen dafür, dass sich Mediation positiv auf die Anpassung von Kindern und Eltern und deren psychische Gesundheit auswirke, seien nicht erkennbar.